# Fabriciana herse
Fabriciana herse är en fjärilsart som beskrevs av Hüfnagel 1766. Fabriciana herse ingår i släktet Fabriciana och familjen praktfjärilar. Inga underarter finns listade i Catalogue of Life.